# 内潟村
内潟村（うちがたむら）は、かつて青森県にあった村。

## 沿革
- 1889年（明治22年）4月1日 - 町村制施行により北津軽郡薄市村、高根村、尾別村、今泉村が合併し、内潟村が発足。
- 1955年（昭和30年）3月1日 - 北津軽郡中里町、武田村と合併し、中里町を新設して消滅。

## 施設等
- 内潟郵便局
- 尾別小学校
- 薄市小学校
- 今泉小学校
- 内潟中学校
- 内潟村公民館